# Moto Guzzi Ercole
Der Moto Guzzi Ercole, auch bekannt als Motocarro Ercole, ist ein von Moto Guzzi in Italien hergestelltes dreirädriges Nutzfahrzeug, ein Motorrad mit einer Pritsche hinter dem Sattel und zwei Hinterrädern an einer Starrachse. Die Modellbezeichnung „Ercole“ geht auf das Italienische für Herkules zurück.

## Entwicklung und Technik
Im Jahr 1928 stellte Moto Guzzi unter der Bezeichnung Motocarro Typ 107 den ersten „Motocarro“ her, einen zivilen Transportkarren mit Dreigangschaltung, zuerst auf Basis der Sport von 1923, ab 1929 der Sport 14. 1938 erschien das Modell Motocarro E.R. mit geändertem Rahmen, einem stärkeren Motor aus der V-Serie, einem Viergang- und später Fünfgang-Getriebe mit Rückwärtsgang und einer Kulissenschaltung rechts am Tank. Der luftgekühlte Viertaktmotor mit Kickstarter ist eine Konstruktion mit liegendem Zylinder, untenliegender Nockenwelle, V-förmig hängenden Ventilen und Trockensumpfschmierung, wie sie lange Zeit für Moto Guzzi typisch war. Die Bauart der Schmierung ist äußerlich an dem großen Öltank links unter dem Sattel zu erkennen. 1946 folgte der Ercole, ein nur unwesentlich verändertes Nachfolgemodell des Motocarro E.R. Es hatte weiterhin eine Trapezgabel und den 500-cm³-Motor, jedoch mit gekapseltem statt wie vorher freiliegendem Ventiltrieb. Neu war der Kardanantrieb anstelle der früheren Rollenkette zwischen Schaltgetriebe und Differentialgetriebe an der Hinterachse. Die Gebläsekühlung stammt vom Modell „600U“. Als letzte bedeutende Änderung folgte 1955 eine hydraulische Betätigung der Hinterradbremsen. Der Vorderteil gleicht einem Motorradfahrgestell. Hinten ist eine an Längslenkern geführte Starrachse mit Längsblattfedern. Der Rahmen besteht zum großen Teil aus U-Profilen. Darauf ist die Pritsche oder ein anderer Aufbau montiert.

### Technische Daten
| Modell                        | Ercole                           |
| Baujahr                       | 1948                             |
| Hubraum                       | 498 cm³                          |
| Bohrung × Hub                 | 88 × 82 mm                       |
| Verdichtung                   | 5,5 : 1                          |
| Vergaser                      | Dell’Orto MC 26F                 |
| Nennleistung                  | 13 kW (18 PS)                    |
| – bei Drehzahl                | 4300/min                         |
| Motorstart                    | Kickstarter (später Anlasser)    |
| Kupplung                      | Mehrscheibenkupplung im Ölbad    |
| Radaufhängung vorn            | Trapezgabel mit Reibungsdämpfern |
| Radaufhängung hinten          | Starrachse an Blattfedern        |
| Reifengröße vorn              | 19″ × 4,00″                      |
| Reifengröße hinten            | 16″ × 6,50″                      |
| Radstand                      | 2400 mm                          |
| Spurweite                     | 1300 mm                          |
| Tankinhalt                    | 16,5 l                           |
| Verbrauch nach CUNA           | 6,7 l / 100 km                   |
| Theoretische Reichweite (ca.) | 240 km                           |
| Leergewicht (trocken)         | 670 kg                           |
| Zuladung                      | 1500 kg                          |
| Höchstgeschwindigkeit (ca.)   | 60 km/h                          |

Quelle: 

## Militärische Verwendung
Das italienische Heer nutzte im Zweiten Weltkrieg alle inländischen Produktionsmöglichkeiten für die Motorisierung der Streitkräfte. Von 1940 bis 1943 wurde das Trialce in einer militärischen Ausführung als Transportfahrzeug mit einer Holzladefläche oder auch Waffenträger für schwere Maschinengewehre gefertigt.

## Zeitleiste mit Varianten und verwandten Modellen
Von den Vorgängermodellen des Ercole wurden zahlreiche Varianten produziert. Als direkter Vorgänger innerhalb dieser Varianten gilt der Motocarro E.R. Von 1938 bis 1942 wurden 5143 Stück Modell/Typ „E.R“ und Modell/Typ „R“ hergestellt. Von 1946 bis 1980 wurden (außer anderen Varianten) rund 38.000 Einheiten des Ercole mit dem 500 cm³ Motor hergestellt. Die Produktion wurde im Jahr 1980 eingestellt.

### Produktion und Varianten bis 1943
- 1928 bis 1931 Modell/Typ „107“ (auf Basis der Sport 14), 225 Stück Zivilausführung, Leergewicht 322 kg, Nutzlast 350 kg, Dreiganggetriebe, Kettenantrieb.[1][8] Der Typ 107 hatte einen Starrrahmen, nur die Pritsche war an Blattfedern links und rechts aufgehängt.[3]
- 1932 bis 1936 Modell/Typ „109“, 143 Stück Zivilausführung, Nutzlast 350 kg,[8]
- 1932 bis 1936 Modell/Typ „32“, 925 Stück Militärausführung, Nutzlast 350 kg,[8]
- 1936 bis 1939 Modell/Typ „S“ (auch Motocarro S), 830 Stück Zivilausführung, geänderter Rahmen, Vierganggetriebe, Kettenantrieb.[1] Nutzlast 800 kg,[8]
- 1938 bis 1942 Modell/Typ „R“, 824 Stück Zivilausführung, Nutzlast 1.000 kg,[8]
- 1938 bis 1942 Modell/Typ „E.R“ (auch Motocarro E.R.), 4.319 Stück Militärausführung, Leergewicht 480 kg, Nutzlast 1.000 kg, Profilrahmen,[8][1]
- 1938 bis 1942 Modell/Typ „500E“, 67+14 Stück Militärausführung, Nutzlast 1.000 kg,[8]
- 1940 Modell/Typ „Trialce“ (auch TriAlce), 1762 Stück Militärausführung, Nutzlast 450 kg,[8]
- 1940 Modell/Typ „555“, 28 Stück Militärausführung.[8]
- 1940 Modell/Typ „556“, 2 Stück Militärausführung.[8]
- 1940 bis 1941 Modell/Typ „559RR“, 22 Stück Militärausführung.[8]
- 1940 bis ? Modell/Typ „600U“ (auch Motocarro unificato tipo 600 U), mit Untersetzungsgetriebe, 6 Vorwärts- und 2 Rückwärtsgänge, Gebläsekühlung.[3]
- 1940 bis 1943 Modell/Typ „500U“, 2981 Stück Zivilausführung, 2311 Stück Militärausführung, Nutzlast 1.000 kg.[8]

### Nachkriegsfertigung
- 1946 Produktionsbeginn des Modells Ercole mit 500 cm³ und 18 PS bei 4.300 min−1, Kardanantrieb. Anfangs wurden noch 4-Gang-Getriebe verwendet, spätere Modelle erhielten ein 5-Gang-Getriebe. Weitere Änderungen ab 1955 betrafen die Einführung eines hydraulischen Bremssystems, eines Anlassers, einer 12-Volt-Anlage und weiterer Details. Ein bestimmtes Leergewicht nach Herstellerangaben ist nicht bekannt. Es konnte entsprechend der Ausführungen stark variieren. Nach der Literatur hatten sie eine Nutzlast von 1.500 kg.[9][1][7][10]
- 1946 bis 1947 Modell Edile, 150 Stück Zivilausführung. Es war ein Dreiradlastwagen mit dem Motor des Ercole, Starrrahmen und ungefederter Gabel. Er konnte 3600 kg Zuladung aufnehmen.[9] Der Fahrer saß in einem Führerhaus auf der linken Seite hinter einem Lenkrad. Der Edile erreichte eine Höchstgeschwindigkeit von 25 km/h.[1]
- 1956 erschien zusätzlich zum Ercole das kleinere Modell Ercolino auf Basis des Galletto mit 200-cm³-Motor und Teleskopgabel.[11][3] Es hatte eine Nutzlast von 350 kg; spätere Modelle konnten bis zu 590 kg transportieren. Die Produktion wurde 1970 eingestellt.[7][1]
- 1959 Produktionsbeginn Ercole-Version mit geschlossener Kabine, Zusatztank und kippbarer Pritsche[7]
- 1959 Autoveicolo da Montagna 3×3, auch bekannt als „Mulo Meccanico“, mit Allradantrieb und 750-cm³-V2-Motor für das italienische Militär, 220 Einheiten, produziert bis 1963[7]
- 1961 bis 1963 Modell/Typ Aiace 110 (auch Motocarro Aiace), 2180 Stück Zivilausführung auf Basis des Zigolo, Nutzlast 250 kg, geschlossene Kabine.[8][7]
- 1965 bis 1968 Modell/Typ „Dingotre“, 2722 Stück, auf Basis des Dingo, Nutzlast 130 kg.[8][7]
- 1965 bis 1968 Modell/Typ „Furghino“, 3928 Stück, auf Basis des Dingo, Nutzlast 150 kg.[8]

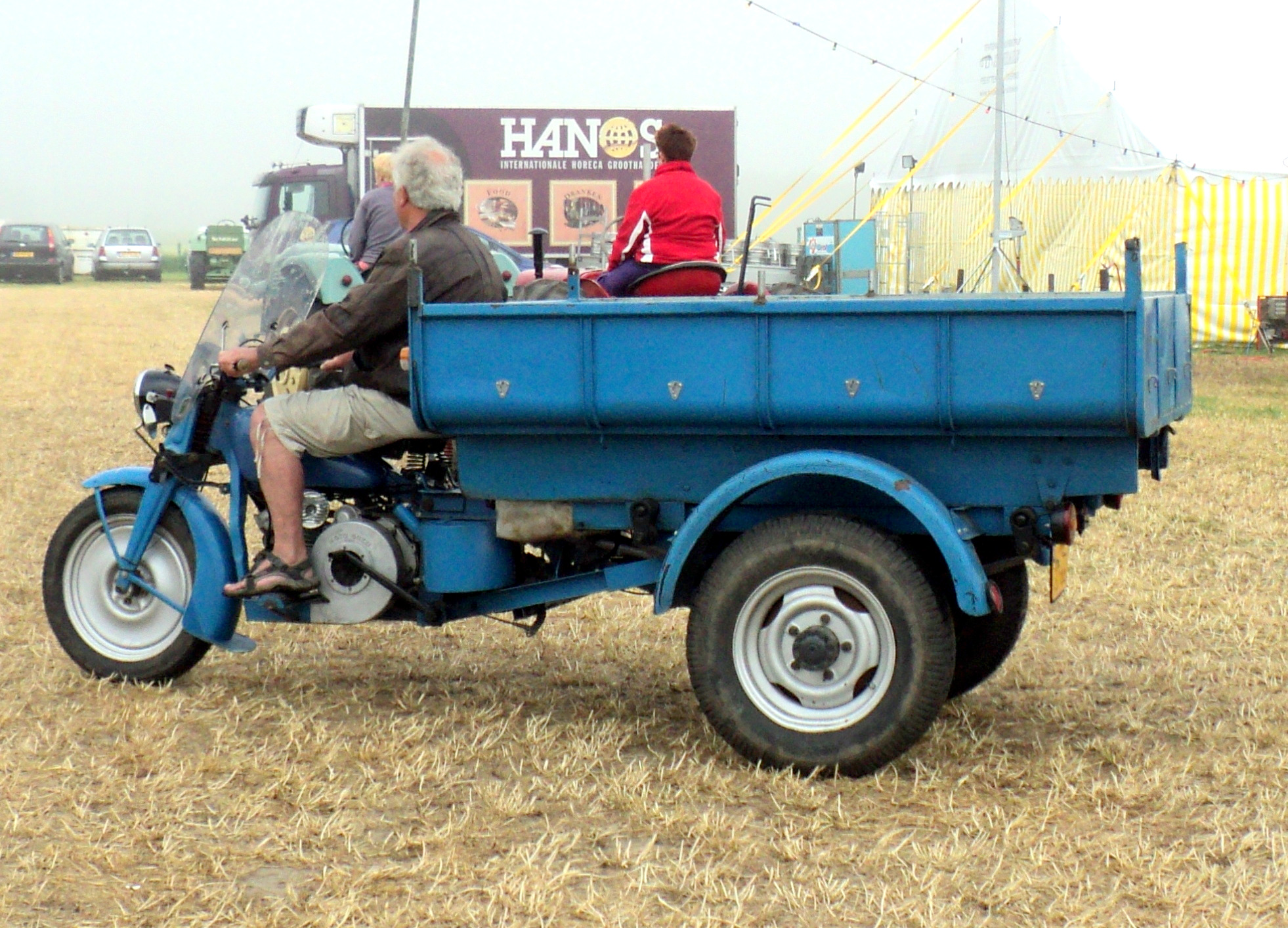
Ercole, mit Pritsche.
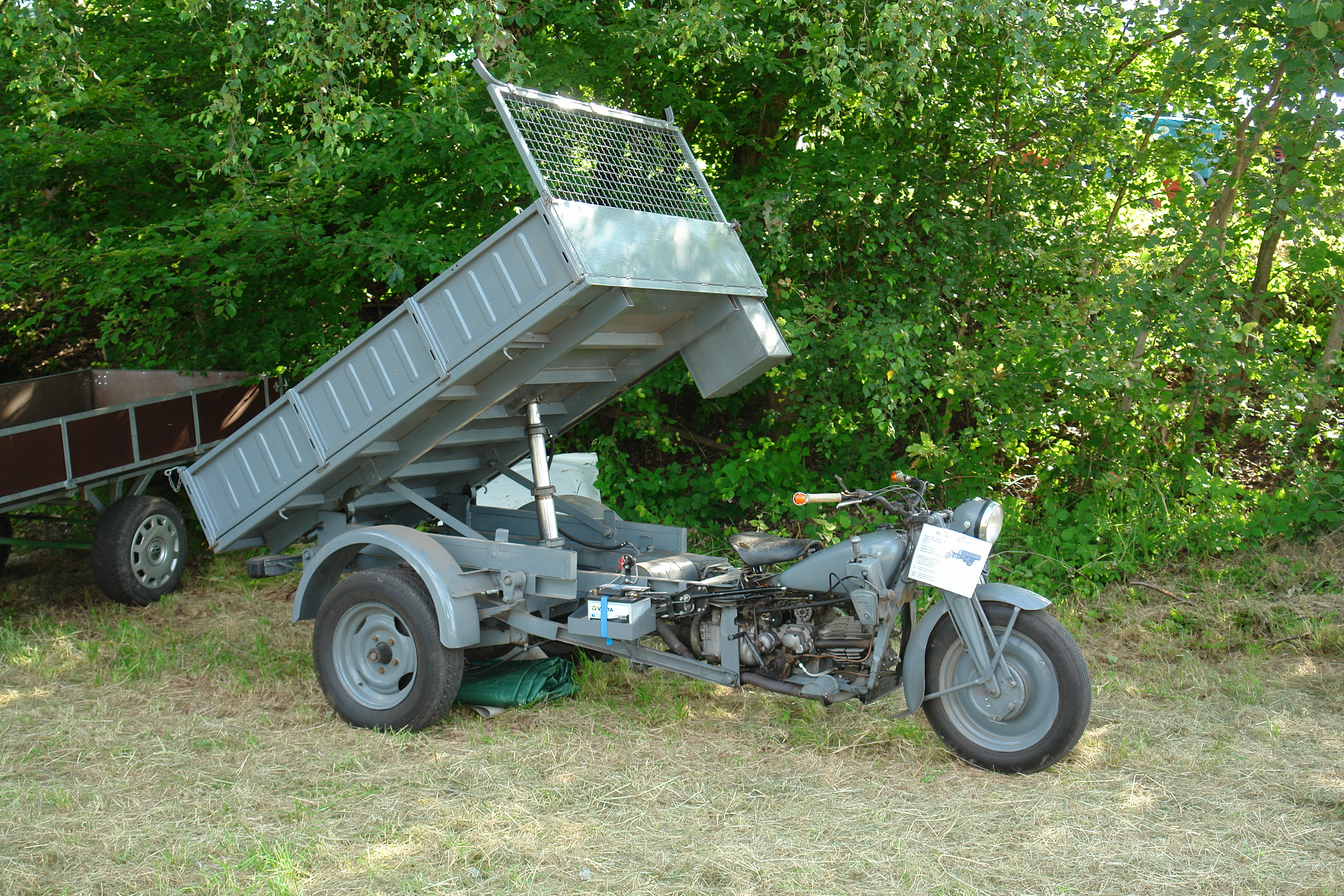
Ercole, Kipper mit Hydraulik.
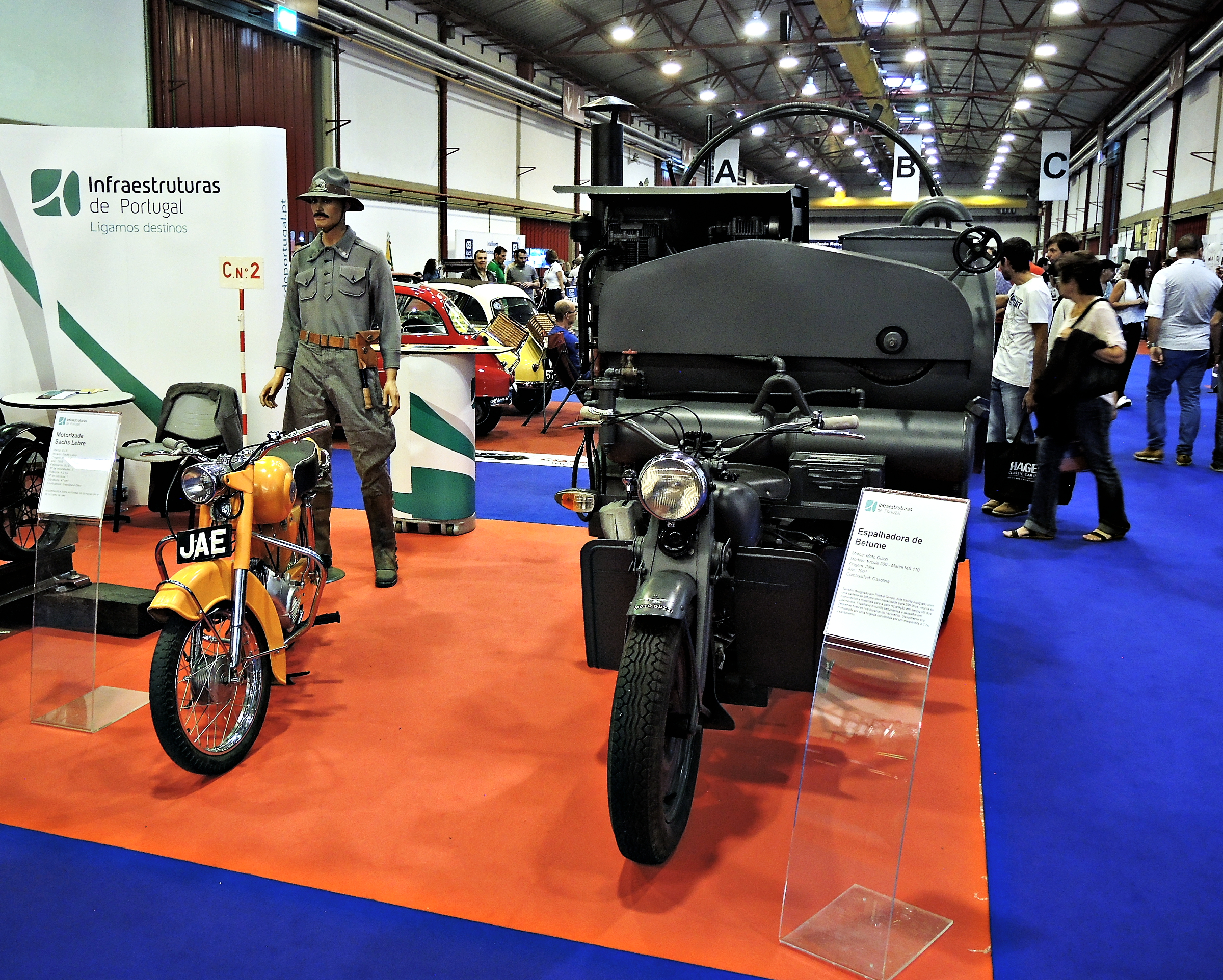
Ercole, Straßenbauversion.
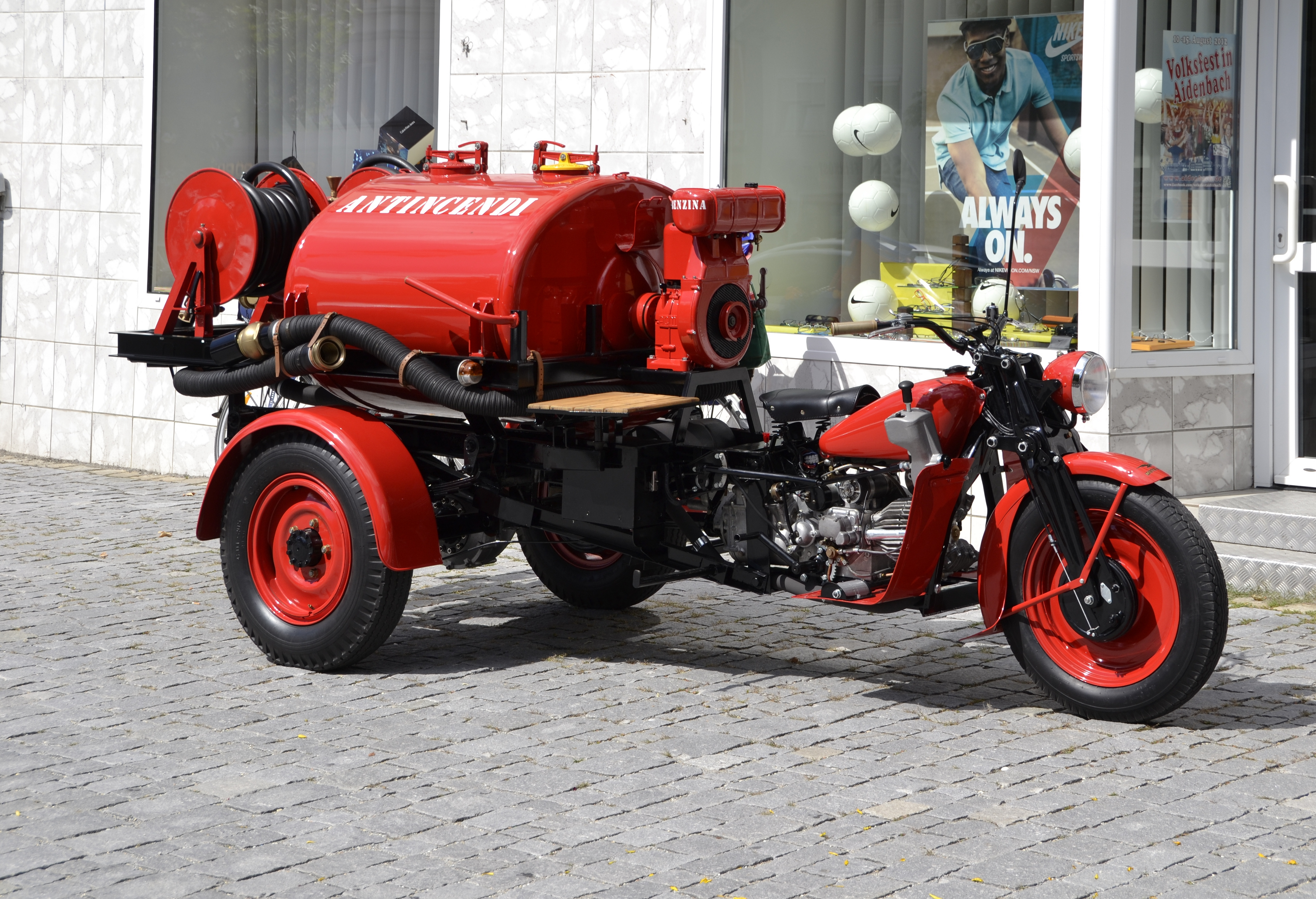
Ercole, Feuerwehrversion.
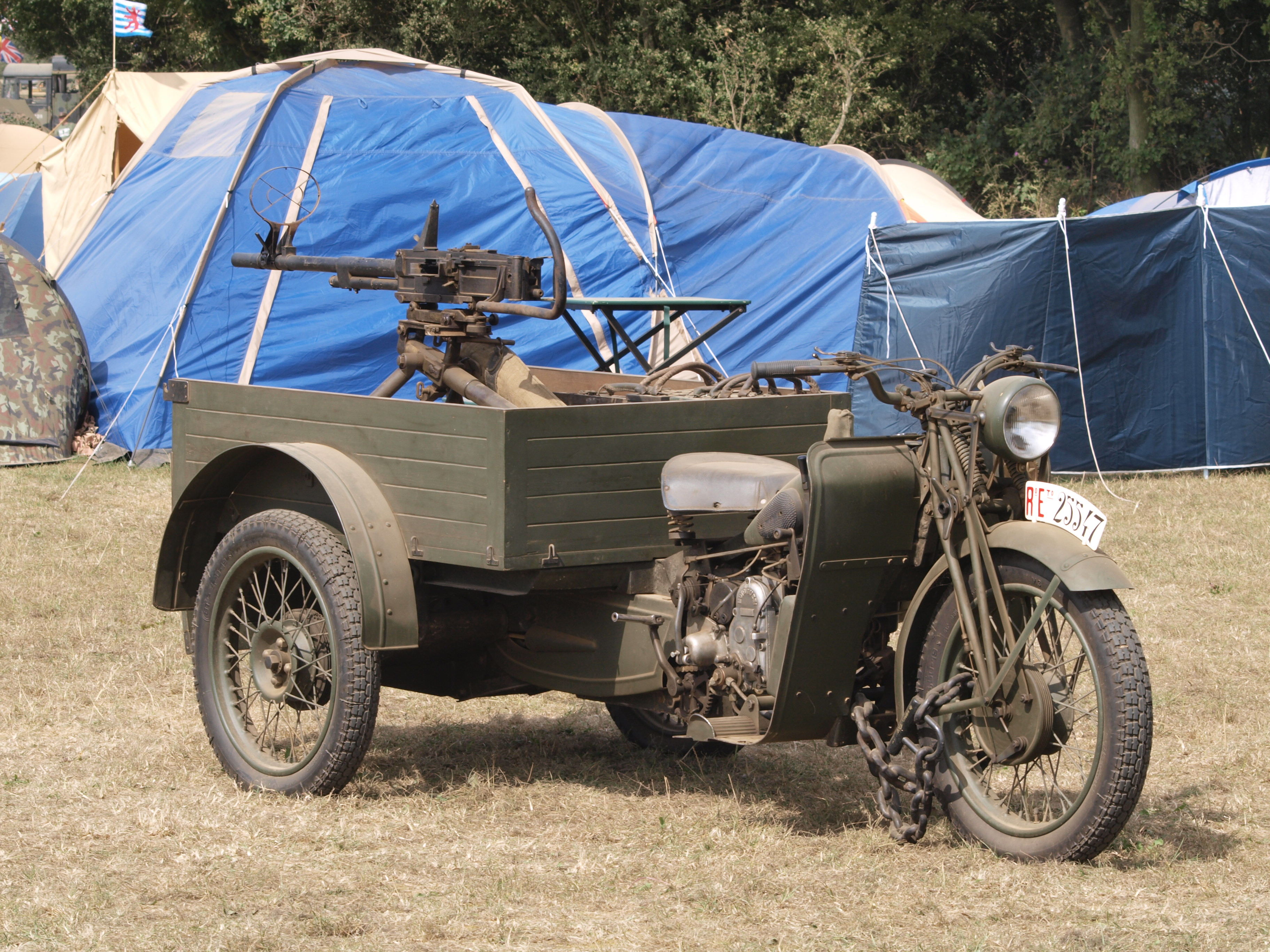
TriAlce, Militärversion.
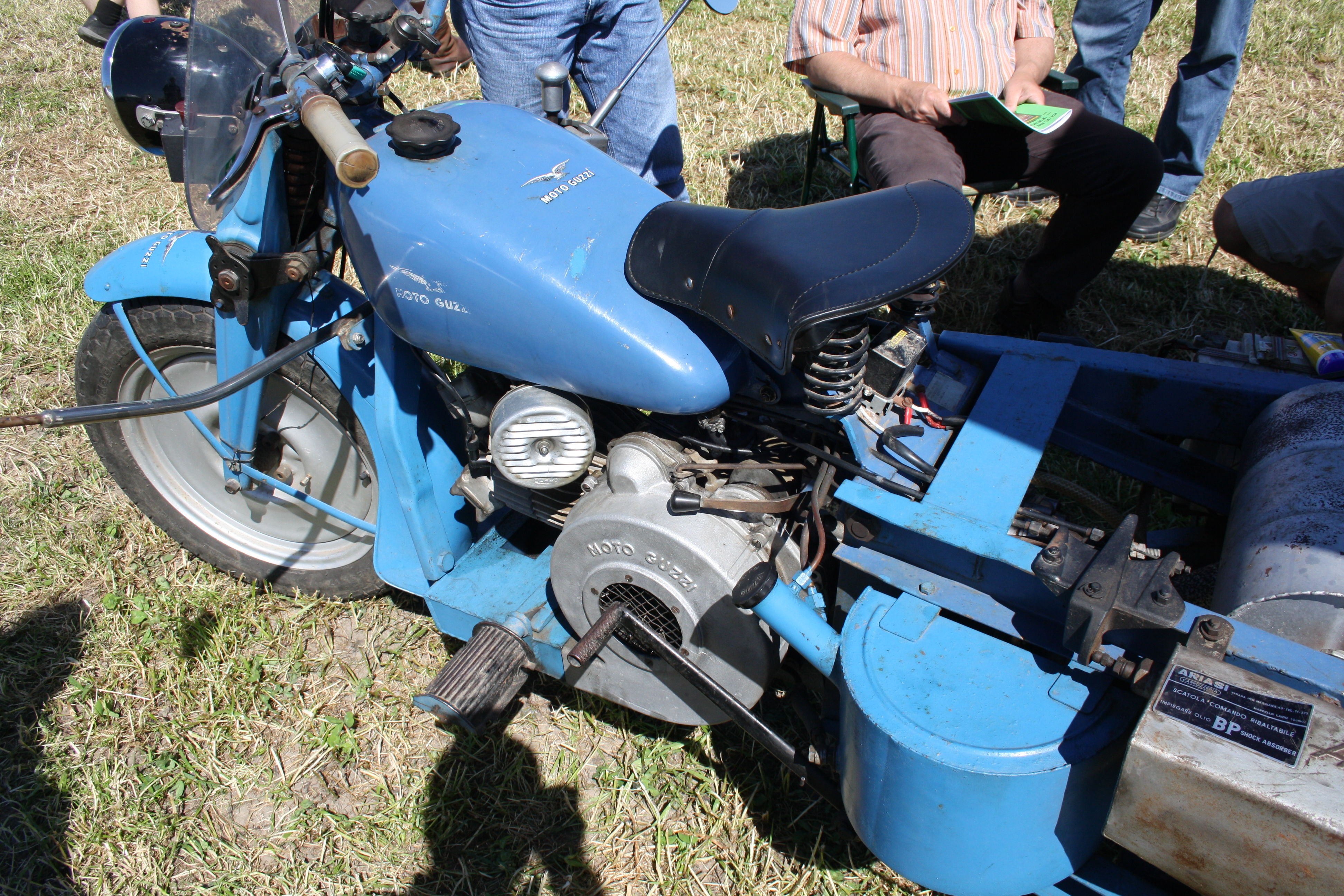
Ercole, Ansicht von links oben, rechts der Öltank.